# Robinia viscosa
Espèce
Classification phylogénétique
Robinia viscosa est une espèce de plantes à fleurs de la famille des Fabaceae et du genre Robinia (les Robiniers). C'est un arbre ornemental.

## Description
Les fleurs sont rose pâle.

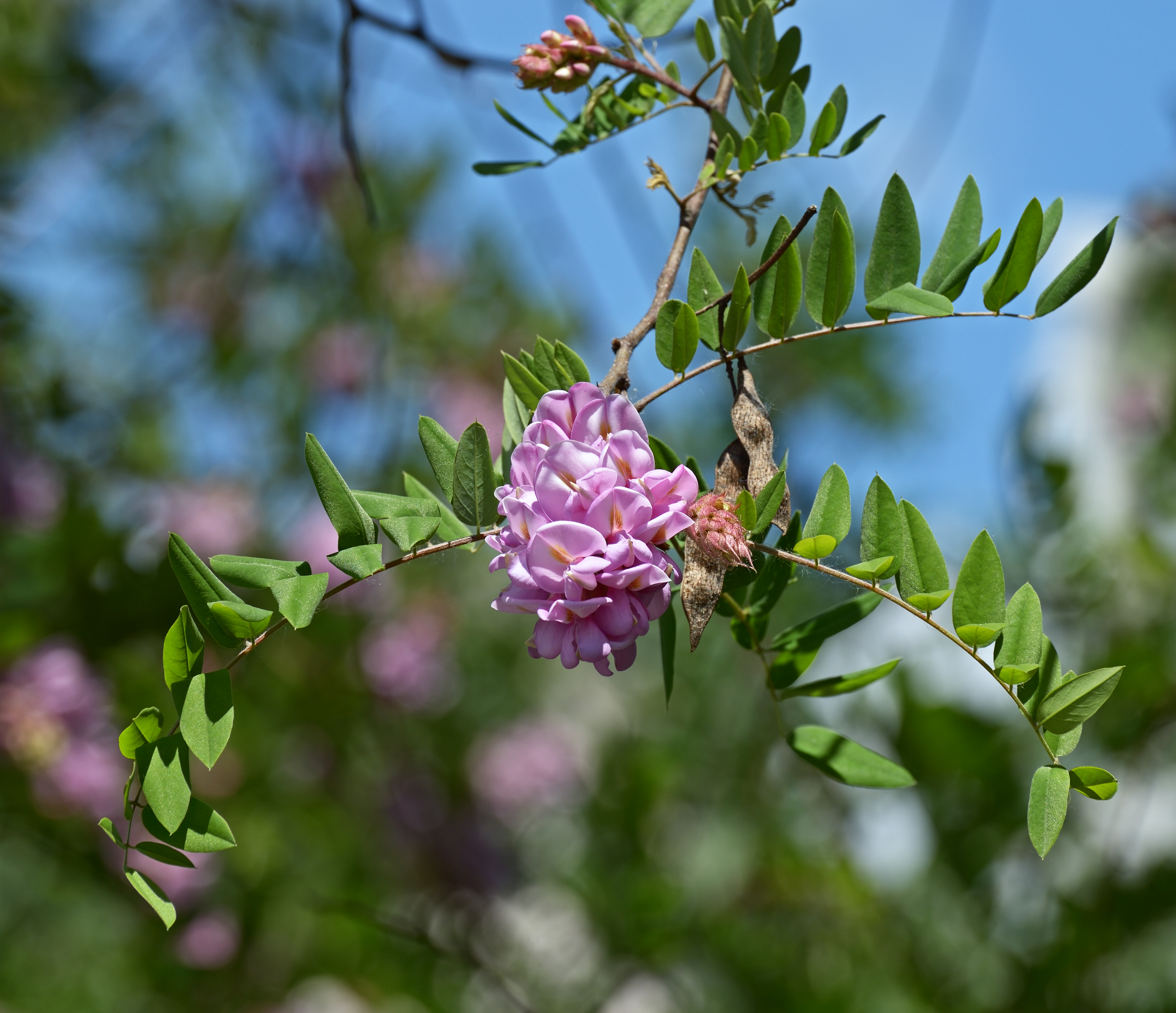
Fleurs et gousses plates du Robinia viscosa

Les fleurs et les gousses sont plates.